# 達姆彈

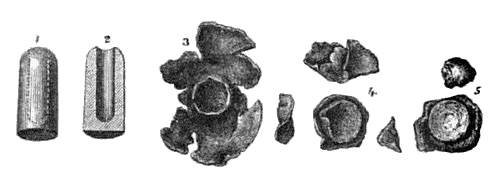
发射前的中空型开花弹及其剖面图（1和2），以及从狩猎猎物中找回的子弹残余（3、4、5）。可以看出子弹的扩张和分解效果。1870年绘。

擴張型子彈，俗稱達姆彈（英語：Dumdum bullet）、開花彈或炸子，是一種穿透力低但殺傷力高（特別對於無防護目標而言）的彈頭。子彈本身口徑不一，可由手枪或步槍發射。然而所造成的傷口與口徑成倍數相差，並且與口徑成正比。在19世紀末期，英國在印度以英式.303弹为基础成功研發了开花弹。「達姆彈」这一俗称也因位于加爾各答附近的生产方達姆兵工廠而得名。達姆彈最早於1897年和1898年在印度西北邊區和蘇丹使用。1899年海牙公約对国际战争中扩张性子弹的使用做出了禁止。然而实际上因其所具有的高效杀伤力，扩张型子弹在狩猎中仍然被广泛应用。

## 历史
拿破仑时代的前膛装填滑膛黑火药步枪采用球形铅弹。经近百年发展，演化为以殖民时代馬提尼-亨利步槍为代表的后膛装填线膛枪，使用铅头铜壳黑火药定装弹。当时黑火药弹膛压远低于现代步枪，为增加步枪威力，英国人将后期馬提尼-亨利步槍使用的.303铅弹头中心钻孔，成为“中空弹”式“达姆弹”，以便在打中柔软的人体后变形破裂增加威力。
但铅弹头使用仍有诸多不便，易污染人手为一因，铅弹头在膛线中易被刮下碎屑的问题（“膛线挂铅”一词的由来，虽然现代实际挂的是铜屑）使当时的步枪有时不得不在一场战斗中临时清理才能继续使用。于是出现了铜皮铅芯弹头，当代已无纯铅头弹。铜皮解决了污染人手和膛线挂铅问题，但另一方面柔韧的铜皮也减弱了铅弹变形。因此铜皮达姆弹要求铜皮厚度较薄，并且为达到击中软体能破裂目的，将铜皮前段开口，成为铜皮露铅弹。
另一场变革在随着步枪子弹速度增加，从拿破仑时期的音速附近到现代的近2倍音速，弹头外形从圆头弹变为尖头弹，虽然口径和弹壳相同，近代枪支已不能使用早前的圆头弹，如汉阳造步枪尚可兼用早期圆头和后期尖头的毛瑟7.92X57毫米弹，但后来的中正式只能使用尖头弹。而现代自动步枪不仅只能使用尖头弹，因其约600发/分钟的射速，使子弹在枪栓复进的1/20秒内需承受更大压力，使用铜皮露铅弹风险大增，所以至今达姆弹只限于某些手动栓动步枪，和低膛压的手枪，以避免本已柔软的弹头在出匣入膛过程中受损，导致炸膛。

## 殺傷力原理
達姆彈在子彈彈頭分類上稱為「半金屬包覆彈」（JSP - Jacketed Soft Point），這種彈頭與一般全金屬包覆彈（Full Metal Jacket）不同之處在於彈頭的金屬外殼沒有完全包覆彈頭前端，以致於彈頭的鉛質核心外露。如此當彈頭撞擊目標物，尤其是人體時，由於鉛的延展性高，以至於會立即變形，呈現擴展形狀；彈頭後端的包銅由於質量高，加上仍然具有強大的慣性與動能，以至於將彈頭前方的鉛壓碎造成高速的破裂與擴散，同時由於彈頭自轉的關係，鉛塊會以自轉的方向成順時針或逆時針擴散。
也就是說彈頭鉛蕊的功能類似發揮彈頭緩衝撞擊的效用，然而在銅的高速擠壓下又會變成撞擊點也就是傷口嚴重撕裂的幫兇。可想而知達姆彈不完全具備全金屬包覆彈的穿透力，所以對於高密度掩體後方的人體也無法形成傷害；然而在一般情形下達姆彈會造成嚴重的撕裂傷（撕裂程度與槍管膛線繞距成正比），而破損的鉛彈頭也會造成外科醫師救治上的困難。

## 定义

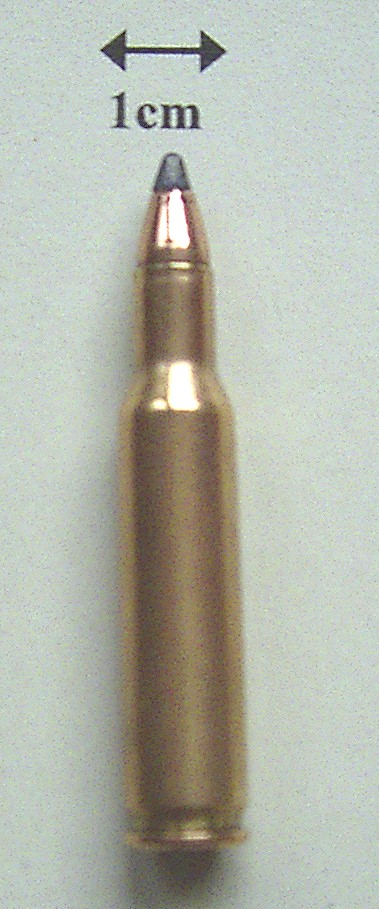
達姆彈的一種典型，铅芯铜皮露铅弹

在涉枪案件较多的地区由于入体不变形的弹丸贯穿人体误伤无辜的概率较高，而且显著的伤害效果可使中枪者快速失去反击能力而较易实施抓捕，因此这类“入体变形”的弹药受到前线执法者的欢迎。为此枪弹设计者会提供一些入体后弹头变成蘑菇状或呈花瓣状开放但不会解体的弹药供这类客户选择（如 black talon）。一方面起到低贯穿、高伤害的效果，另一方面逃避达姆弹的恶名。但是，“入体变形”的弹丸由于对防弹衣的侵彻性能不佳因此无法使身穿防弹衣的持枪罪犯快速失去反抗能力，而误中无辜的话会使无辜者受到极大的伤害。在罪犯越来越容易获得防弹衣的今天，其在前线的使用价值正在受到质疑。由於緩慢的痛苦死亡被認定為不人道，此類彈頭也時常被運用於狩獵上來減少獵物負傷逃脫的可能，也同時確保一個比較人道的快速死亡方式。
由於「達姆彈」一詞由來已久，因此往往為所有擴張變形彈頭的通稱。事實上並非如此，然而為了避免以訛傳訛，因此條列出下列形式與定義擴張型彈頭：
- 平頭型（Flat Nose）：低質量均質全金屬包覆彈頭，具有平鈍的彈尖而非尖銳外型，因此貫穿力受到限制，能造成有限範圍的撕裂傷。
- 中空彈尖型（Hollow Point）：彈頭分類歸於全金屬包覆空尖彈（JHP - Jacketed Hollow Point），這種彈頭外觀與全金屬包覆彈相似，但是功能與威力與達姆彈相仿，也就是彈頭具有銅質包覆，但是彈尖內部中空；彈頭尾端有覆銅包裹封鉛以維持彈頭質量。由於內部中空的關係，前方的包銅會在撞擊目標物尤其是人體時，會比鉛還要快形成變形，加上彈頭尾端的覆銅包裹封鉛的擠壓導致彈頭急速擴張，沒有穿著衣物或穿著輕薄衣物的人體會立即遭到嚴重的撕裂外傷與鈍傷。有的中空彈頭沒有包銅覆蓋，並且在彈尖前方加上四條溝紋以利其撞擊時容易分裂破碎，就成了俗稱的開花彈，造成目標嚴重的撕裂傷。部分此類彈藥采用了深入預制的碎片，使得破裂過程更為可控，例如美國9毫米R.I.P.手槍彈。它的彈頭射入人體等物體後，八塊預制的碎片會飛散開，而中部彈芯仍可提供足夠的功能。[2]
- 軟頭型（SP - Soft Point,JSP - Jacketed Soft Point）：彈尖具有軟質填充物質以減少風阻。
- 異質彈尖型（Silver Tip or Bronze Tip）：彈頭為純銀或青銅構成，不會受到風阻影響又因為金屬延展性而於撞擊目標物後變形急速擴張。
- 爆炸彈頭：中空彈頭內藏碰撞引信和火藥，會在擊中目標後爆炸。

由於長期以來大眾傳播媒體在報導新聞與引用來源時經常不查而往往張冠李戴，尤其不分彈頭而以名氣最大的「達姆彈」代稱之，成為「約定俗成」的錯誤與達姆彈錯誤的廣泛定義。
另外就是上述的各種變形彈頭經過長時間的改良，其實在各方面的性能比較上比達姆彈更佳，更能夠符合特殊要求，也因此成為各兵工廠的產品。然而除了非法的兵工廠外，一般再難見到已走入歷史的達姆彈的生產了。

## 公约禁令

### 達姆彈與海牙公約的禁令
由於達姆彈具有變形擴散的特性，因此列為擴張型彈頭，並且由於其殘忍的殺傷特性而引發人道爭議因此在1899年海牙公約所發表《禁用入身變形槍彈的聲明》的規定中，目前各國軍隊都不得在国与国交战时使用這型彈頭。其宣言如下：
締約國同意放棄使用容易在人體中擴張或扁平的彈頭，例如像是外面堅硬的包覆層沒有完全包住彈體、或是有割痕的彈頭。本声明仅在两个或多个缔约国之间的战争行为中生效。
（The Contracting Parties agree to abstain from the use of bullets which expand or flatten easily in the human body, such as bullets with a hard envelope which does not entirely cover the core, or is pierced with incisions. The present Declaration is only binding for the Contracting Powers in the case of a war between two or more of them.）
美國並不是海牙公約的締約國之一；當海牙公約完成簽署前美國才結束美西戰爭，公約簽署時美國正在使用擴張型彈頭作為鎮壓菲律賓獨立運動的工具，並且美國當時傳統上採取不結盟的外交政策，因此美國並沒有任何意願簽署宣言，以及成為公約准締約國。直到今日，美國僅僅願意於口頭上承諾遵守海牙公約和宣言的精神。

### 達姆彈在非国际武裝衝突的禁令與戰爭罪
红十字国际委员会認為习惯国际人道法在“非国际武裝衝突”中也禁用达姆弹，不过，有些国家决定，为了国内执法的需要，在非武装冲突的情况下，特别是为了在城市环境和密集人群中与携带武器的人对抗時，警察可以使用擴張型子弹，以确保子弹不会在穿透嫌犯的身体之后再射中別人，并且使嫌犯一旦被击中，就无法开槍还击。值得注意的是，警察使用的擴張型子弹是由手枪发射的，其动能比起步枪低的多，所以，警察部队使用的擴張型子弹與在军用步枪上被禁用的種类不同。某些国家允许警察使用擴張型子弹，表明它們认为在這些情況下，使用这種子弹有其必要。
國際刑事法院在2010年對《國際刑事法院羅馬規約》的修訂中，將“非国际武裝衝突”中使用达姆弹列為戰爭罪。

## 事件

### 台灣

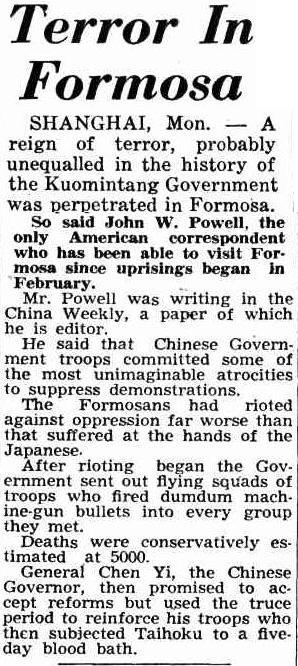
《澳洲伯斯每日新聞》（1947年3月31日）當年關於二二八事件的報導，文中清楚的提到軍隊以「達姆彈」射擊群眾（the Government sent out flying squads of troops who fired dumdum machine-gun bullets into every group they met）。

二二八事件时有一医生向美国领事馆出示一枚偶然打在他房里书籍的达姆弹彈頭，認為國民政府軍隊在二二八事件中使用國際禁用之達姆彈鎮壓民眾。雖然執行任務的軍隊事後奉命調回中國大陸，無法查證其使用武器，但是在二二八事件的訪談紀錄片中，多名受害者遺孀及協助急救的醫師證實傷患及屍首均有傷口嚴重撕裂、人體組織破碎等與普通子彈創傷完全不同的情況。另外，台灣旅滬六團體於事件當時曾派員回台灣就二二八事件做調查，對於全島各處的民眾遭屠殺的狀況，共有11點記述，其中的第3點如下：「台北別動隊（即軍統局特別行動隊）使用機槍及『坦坦彈』（dum-dum，即達姆彈）殺害平民。」
中央研究院近代史研究所研究員朱浤源在發表《駐臺日軍投降後武器外流情況初探》論文當中指出，戰後初期的武器接收清冊有「榴霰彈」一千多發，以此證明在臺灣的日軍擁有達姆彈。國軍消耗的武器皆有造冊，但是臺灣警總的資料中並沒有達姆彈出現，文中引述黃彰健說法稱當時國軍沒有製造達姆彈的能力，推測達姆彈極可能是由日軍盜賣或者埋藏的物資中流出，自然不會是國軍。根據黃彰健在《二二八事件真相考證稿》書中的引用出處表示，美方檢定中華民國陸軍一輛巡邏車所發射的達姆彈，結論為此顆子彈可能為日本造。

### 中国
2004年2月，原301医院外科医生蒋彦永在一封寄予总理温家宝等中国政治高层要求平反六四的信中提到，他在301医院救助因军队清场而造成的伤员时，发现军方使用了达姆弹，他和同事还留下了影像资料。
| “                                                | 其它一些手术中，医生们还发现伤员肠道内有大量碎的弹片，这和一般的子弹是明显不同的--是用一种国际公法禁止使用的所谓开花弹打伤的。 | ” |
| ——蒋彦永医生致人大政协两会及中共领导人的公开信， | |   |

2004年6月1日，蒋彦永及其夫人被拘捕，他们被要求交代其想法，如拒不改变则不能恢复人身自由。
李锐在回忆六四事件的日记里也提到这件事，时任中国最高检副检察长关山复当时和他是邻居，关山复的女婿尹敬在厨房被流弹击中，关山复给李锐看了那枚流弹——是进口的达姆弹。

### 英国警方
英国伦敦警方在2005年误杀巴西裔平民Jean Charles de Menezes。警方误认为他是准备作自杀式炸弹袭击的恐怖分子，使用达姆弹将其击毙。英国警方承认达姆弹并没有被明文禁止在警队中使用，但此次事件发生之前并未有使用记录。

### 美国
1974年起，已经有报道声称美国数个州的警局在民众不知情的情况下购买并使用中空弹。1990年起，洛杉矶警方开始购入并使用中空弹，理由是更加安全 。1998年起，纽约警方开始购入并使用中空弹。2012年，纽约警方在使用中空弹射杀一名涉嫌枪杀了同事的市民时，飞射的弹片伤到了附近的六名路人。
美国国土安全部在2012年订购了4.5亿发中空弹，并且不愿意解释其购买原因与用途。Jeffrey Magers 教授声称，中空弹（开花弹）更加有效，使用时更加安全。此外，联邦调查局等许多执法机构也配备了中空弹。

### 瑞典
瑞典警方在2005年使用中空型达姆弹（开花弹）击毙一名青年。22岁的Daniel Franklert Murne在他父母的屋子里被警方射杀。之後有媒体对瑞典警方使用达姆弹作为常规配备表示不满。

### 2011年挪威爆炸和槍擊事件
2011年7月22日布雷維克使用自動步槍，霰彈槍並且使用具有殺傷力極高的達姆彈在挪威烏托亞島上共殺死了69個人，許多人死於達姆彈。

### 以巴冲突
2013年，以色列国防军使用达姆弹在约旦河西岸的希伯仑击毙了一名巴勒斯坦青少年。

### 伊扎克·拉宾遇刺案
1995年11月4日，以色列总理伊扎克·拉宾遇刺，凶手是一名25岁的右翼犹太人男子，他所使用的手枪装有达姆弹，其中一颗达姆弹击中拉宾，子弹在体内爆炸，导致拉宾手术后仍然不治身亡。

## 參看
- 1868年聖彼得堡宣言
- 1899年海牙公約
- 1977年日內瓦協定
- 國際法
- 空尖彈